# Diversidad sexual en Granada
La diversidad sexual en Granada se enfrenta a desafíos legales no experimentados por otros residentes. El código penal prohíbe las relaciones sexuales entre personas del mismo sexo, pudiendo recibir hasta diez años de cárcel. Asimismo, no existen leyes contra la discriminación por orientación sexual o identidad de género, tampoco se reconocen las uniones entre personas del mismo sexo de ningún tipo, ya sea el matrimonio o la unión civil. Las familias conformadas por parejas del mismo sexo no reciben ninguno de los derechos otorgados a parejas de distinto sexo.

## Legalidad de las actividades sexuales entre personas del mismo sexo
El artículo 431 del Código Penal de Granada indica lo siguiente:

431. If any two persons are guilty of unnatural connexion, or if any person is guilty of unnatural connexion with any animal, every such person shall be liable to imprisonment for ten years.
431. Si dos personas son culpables de conexión antinatural, o si una persona es culpable de conexión antinatural con un animal, estas serán reprimidas con hasta diez años de cárcel.

Aunque el Código Penal no especifica el significado de «conexión antinatural», la jurisprudencia ha entendido esto como la introducción del pene por la vía anal. Por ende, este crimen puede ser cometido por un hombre con otro hombre o un hombre con una mujer; es decir, que no puede ser cometido por dos mujeres.
En mayo de 2013, el presidente del senado de Granada hizo un llamado a reconsiderar la prohibición de las relaciones entre personas del mismo sexo y dijo que se estaba acercando el día en que Granada y otros países del Caribe revocarían sus leyes contra la sodomía.